# الصمم في النرويج
يتألف مجتمع الصم وضعاف السمع في النرويج (DHH) من حوالي 11000 فرد، ولغة الإشارة الرئيسية والمعترف بها رسميًا اعتبارًا من 1 يناير 2022، هي لغة الإشارة النرويجية، والمختصرة باسم NSL أو NTS.
في النرويج، يُمنح الأفراد ذوي الإعاقة السمعية الحق في تعليم الصم في المرحلة الابتدائية والإعدادية على الرغم من عدم وجود مدارس تقليدية للصم بعد الآن. وبموجب الدستور، فإن جميع الأفراد متساوون أمام القانون ولا يجوز التمييز ضدهم، بما في ذلك مجتمعات ذوي الإعاقة. أصبحت أنظمة التدخل المبكر وفحوصات السمع لدى الأطفال حديثي الولادة إلزامية حيث يتلقى 95٪ من الأطفال الفحص.

## حقوق الإنسان والحقوق المدنية لشعب DHH في النرويج

### اتفاقية الأمم المتحدة لحقوق الأشخاص ذوي الإعاقة
اتفاقية الأمم المتحدة لحقوق الأشخاص ذوي الإعاقة هي اتفاقية دولية تهدف إلى "تعزيز وحماية وضمان التمتع الكامل والمتساوي بجميع حقوق الإنسان والحريات الأساسية من قبل جميع الأشخاص ذوي الإعاقة..." وقعت النرويج على اتفاقية الأمم المتحدة لحقوق الأشخاص ذوي الإعاقة (CRPD) في عام 2007 وانتقلت إلى التصديق عليها بعد 6 سنوات في عام 2013. ووفقا لقاعدة بيانات هيئة المعاهدات التابعة للأمم المتحدة، فإن النرويج لم تخضع للبروتوكول الاختياري وتزعم أنها "قيد المراجعة" اعتبارا من عام 2015 كما ورد في تقريرها الوطني الأخير المقدم في يوليو/تموز 2015. أحدث قائمة للقضايا التي رفعتها النرويج بعد مرور 3 سنوات في أكتوبر 2018.
- حقوق لغة الإشارة (المواد 2، 21.ب، 21.3، 23.3، و24.3ب)
- ثقافة الصم والهوية اللغوية (المادة 30.4)
- التعليم الثنائي اللغة (المادة 24.1، 24.3ب، 24.4)
- التعلم مدى الحياة (المادة 5، 24.5، و27)
- إمكانية الوصول (المادة 9 والمادة 21)
- تكافؤ فرص العمل (المادة 27)
- المشاركة المتساوية (المواد 5، 12، 20، 23، 24، 29)

### تقارير الدولة الطرف للنرويج

#### حق لغة الإشارة
وفقًا لتقرير الدولة، تعترف النرويج بلغة الإشارة النرويجية (NSL) كلغة منفصلة بحد ذاتها. كما تحمي الدولة استخدام لغة الإشارة من خلال منح حرية التعبير والرأي لجميع الأشخاص بما في ذلك الأشخاص ذوي الإعاقة، حيث تنص على أنه "من خلال التدابير المختلفة الضرورية، مثل استخدام التكنولوجيا الجديدة، تحاول السلطات تمكين الجميع من ممارسة هذا الحق".
في إطار النظام التعليمي، يحق للأطفال في المدارس الابتدائية والإعدادية الذين يعرفون لغة الإشارة النرويجية كلغة أولى أو يثبتون حاجتهم إلى مثل هذا التعليم وفقًا لتقييم الخبير، الحصول على التعليم بلغة الإشارة.

#### ثقافة الصم والهوية اللغوية
توجد معلومات محدودة في تقرير الدولة فيما يتعلق بدعم الثقافة أو الهوية اللغوية للأشخاص ذوي الإعاقة، ومع ذلك، فقد أُشير إلى أن الأفراد ذوي الإعاقة يجب أن تتاح لهم فرص المشاركة في التكامل الاجتماعي على قدم المساواة مع الآخرين.
تقدم النرويج مخطط دعم منفصل من أجل توفير الدعم لبرامج العطلات والرعاية الاجتماعية. يُنفذ مثل هذه البرامج من قبل المنظمات التطوعية للأشخاص ذوي الإعاقة.
الجانب الوحيد المسمى لثقافة حقوق الإنسان والصم المذكور في اتفاقية حقوق الأشخاص ذوي الإعاقة في النرويج يُعرف باسم جماعات الصم. هذه هي كنيسة جماعات النرويج للصم وضعاف السمع بشدة الذين يستضيفون خدماتهم في NSL و"يساهمون في تصميم مواد موارد لغة الإشارة التي يمكن أن تستخدمها الرعايا لتسهيل الخدمات الكنسية والتعليم الديني للأطفال وما إلى ذلك"

#### التعليم ثنائي اللغة
وفقًا للمادة 109 من الدستور النرويجي، "لكل شخص الحق في التعليم" بما في ذلك الأشخاص ذوي الإعاقة.
لقد طبقت النرويج قانون التعليم الذي ينص على أن النظام التعليمي بأكمله يجب أن يوفر جودة متساوية للجميع ويجب تعديله وفقًا لقدرات كل طفل وظروفه الشخصية. يذكر هذا القانون على وجه التحديد الحق في التعليم بلغة الإشارة لمرحلة رياض الأطفال والأطفال في المدارس الابتدائية والإعدادية وأولئك الذين لديهم لغة الإشارة كلغة أولى أو أثبتوا حاجتهم إلى مثل هذا التعليم.
بالنسبة للطلاب الصغار بشكل خاص، يمنح قانون رياض الأطفال الأطفال ذوي الإعاقة الحق في القبول الأولي في رياض الأطفال. وعلاوة على ذلك، يُمنح الأطفال داخل رياض الأطفال البلدية الحق في الوصول إلى أماكن إقامة شخصية من أجل ضمان فرص النشاط والنمو والتقدم العادل.
الأفراد الشباب المؤهلون للتعليم الثانوي العالي، والذين يحددون لغة الإشارة كلغة أولى لهم أو الذين يحتاجون إلى مثل هذا التعليم وفقًا لتقييم الخبراء، يحق لهم أيضًا تلقي هذا التعليم بلغة الإشارة وكذلك في بيئة لغة الإشارة أو من خلال تنفيذ مترجم في "مدرسة ثانوية عليا عادية". ينص قانون حقوق الصم على أن بيئة لغة الإشارة تشير إلى المدارس التي توفر تعليمًا متكيفًا من خلال لغة الإشارة للطلاب ذوي الإعاقات السمعية

#### التعلم مدى الحياة
إلى جانب أنظمة التعليم الابتدائي والثانوي، يقدم صندوق القروض التعليمية الحكومي المساعدة المالية للطلاب ذوي الإعاقة الذين يسعون إلى التعليم العالي. يتكون الصندوق من مبلغ شهري ثابت مخصص لتغطية نفقات الإقامة والنقل التي قد يواجهها الطلاب ذوو الإعاقة. ينص القانون النرويجي على أن العلاج المتخصص مسموح به طالما كان هناك هدف ثابت ومشروع، والعلاج ضروري لتحقيق هذا الهدف، ولا يؤثر سلبًا على الفرد المعني بدرجة غير متناسبة.

#### إمكانية الوصول
لا يوجد في الاتفاقية النرويجية لحقوق الأشخاص ذوي الإعاقة سوى القليل من المعلومات المتعلقة بإمكانية الوصول لمجتمع ذوي الاحتياجات الخاصة. تبث هيئة الإذاعة النرويجية برامجها بلغة الإشارة في أيام الأسبوع.
وفيما يتعلق بالموسيقى، أفادت التقارير أن سبع فرق أوركسترا قامت بتثبيت حلقات تحريض صوتية و/أو معدات إضافية لمساعدة الأشخاص الذين يعانون من ضعف السمع.
في مجال النقل، هناك العديد من المتطلبات والأصول المنصوص عليها في اتفاقية حقوق الأشخاص ذوي الإعاقة والتي تخدم الأفراد ذوي الإعاقة. الأكثر ملاءمة لأولئك داخل مجتمع DHH هو المديرية البحرية النرويجية التي تتميز بمتطلبات التصميم الشامل للوصول إلى السفن من خلال استخدام اللافتات والاتصالات والإعلانات وأنظمة الإنذار والمتطلبات التكميلية لضمان التنقل على متن السفن. إن الغناء الكافي يكون مفيدًا جدًا للأشخاص الصم أو ضعاف السمع

#### فرص عمل متساوية
في الدستور النرويجي، تتناول المادة 98 المساواة ومنع التمييز، حيث تنص على أن "جميع الناس متساوون أمام القانون. ولا يجوز أن يتعرض أي إنسان لمعاملة تمييزية غير عادلة أو غير متناسبة". وينص على أن هذا يشمل الأشخاص ذوي الإعاقة، وأنهم كمجموعة يجب أن يُمنحوا الأولوية في سوق العمل. بالإضافة إلى هذا الوضع، فإنهم يتمتعون أيضًا بحق الحصول على تعديلات في مكان العمل وتقنيات المساعدة. وتشير لجنة حقوق الأشخاص ذوي الإعاقة إلى أنه بفضل التكيف المشترك والمتابعة اليقظة والدعم للأجور المحدودة زمنياً، أثبت الأفراد ذوو الإعاقة أنهم تلقوا مساعدة فعالة في دخولهم سوق العمل.
تنص المادة 110 من الدستور على أن الدولة ملزمة بتهيئة الظروف التي تجعل أي شخص قادر على العمل قادرًا أيضًا على كسب عيشه من خلال هذا العمل، ويحق لأولئك الذين لا يستطيعون إعالة أنفسهم الحصول على دعم الدولة

#### المشاركة المتساوية
في النرويج، يتعين على السلطات البلدية أو الإقليمية ضمان حصول الأفراد ذوي الإعاقة على ضمان المشاركة "المفتوحة والواسعة النطاق والقابلة للوصول" في الجهود المبذولة بشأن المسائل ذات الأهمية الخاصة للأشخاص ذوي الإعاقة.
تنص المادة 98 من الدستور على أن جميع الناس متساوون أمام القانون، ويتمتعون بالأهلية القانونية وحاملي الحقوق، وأن أي فرد بلغ سن الرشد يتمتع بالأهلية القانونية للتصرف.

## لغات الإشارة المستخدمة في النرويج

#### الوضع القانوني لـ NSL
لغة الإشارة الأساسية والوحيدة المعترف بها رسميًا والتي يُتحدث بها في النرويج هي لغة الإشارة النرويجية والتي أُعترف بها قانونيًا بموجب قانون اللغة النرويجية في الأول من يناير 2022.
تشمل الأسماء الأخرى للغة NSL وNTS وNorsk Tegnspråk و Norsk Teiknspråk وقد أُستخدمت اللغة منذ عام 1825 تقريبًا عندما تأسست أول مدرسة للصم في النرويج.
يُقدر عدد المتحدثين الأصليين للغة NSL بنحو 2500 شخص داخل مجتمع DHH وهي لغة أصلية أقلية تصنف كلغة إشارة لمجتمع الصم. تتمتع NSL بدرجة حيوية لغوية قدرها 5 وهي درجة "ناشئة".

#### العلاقة مع لغة الإشارة الملغاشية
يقال أن لغة الإشارة الوطنية مرتبطة ارتباطًا وثيقًا بلغة الإشارة في مدغشقر، MSL.
على الرغم من أن سبب هذا الارتباط الوثيق لم يُحدد فعليًا بعد، فإن التكهنات تتضمن تأثير اللغة الجديدة على اللغة الحديثة من خلال إنشاء مدارس للصم من قبل المبشرين اللوثريين النرويجيين بدءًا من عام 1950، الاقتراض المباشر للغة، أو الاقتراض من لغة مصدر مشتركة، أو مجرد حدوث مصادفة.

## الفحص والتدخل

### فحص السمع الشامل لحديثي الولادة (UNHS)
اعتبارًا من عام 2008، أصبح فحص السمع لدى الأطفال حديثي الولادة إلزاميًا في النرويج، حيث خضع ما مجموعه 95 بالمائة من الأطفال حديثي الولادة للفحص. من بين هذه النسبة، تُحال 5.3% لمزيد من المتابعة التشخيصية، ولا يُفقد أي شخص من المتابعة.
من بين كل 1000 طفل، يؤكد إصابة طفلين بفقدان السمع الدائم أثناء الطفولة، بينما يبلغ متوسط العمر الذي يُشخص فيه المرض لأولئك الذين خضعوا للفحص في طفولتهم 5 أشهر. أما بالنسبة لأولئك الذين لم يُفحصوا عندما كانوا رضعًا، فإن متوسط العمر الذي قُدم فيه هذا التشخيص لم يُبلغ عنه.

### التدخل المبكر
في النرويج، تعد برامج التدخل في مرحلة الطفولة المبكرة من بين أعلى مستويات جودة الرعاية الموجودة على مستوى العالم، حيث تتجاوز الهدف المشترك المتمثل في تحسين النجاح التعليمي وتسعى إلى دعم ذلك في المجتمع والمواطنة أيضًا. تُنظم العديد من خدمات ECI النرويجية على مستوى المجتمع وتحظى بدعم كبير. في كثير من الأحيان، يكون الآباء مسؤولين عن دفع ما يتراوح بين 10 إلى 15 في المائة من التكاليف، مع إعفاء الأسر الفقيرة للغاية من الرسوم.
بدأت الجمعية النرويجية لجراحة الأنف والأذن والحنجرة والرأس والرقبة في تطوير ما يعرف بسجل السمع النرويجي للأطفال (NHRC) في عام 2019 بهدف تحسين النتائج لجميع الأطفال من خلال توفير برنامج فحص عالي الجودة وتقييم آمن وفعال، بالإضافة إلى التدخل المبكر الموجه للأسرة (FCEI) للأطفال الصم. في عام 2014 كشف تقييم للبرنامج عن وجود فروق كبيرة في جودة FCEI جغرافيًا مما أدى إلى تنفيذ المبادئ التوجيهية الوطنية لهيئة الخدمات الصحية الوطنية وتأهيل الأطفال ضعاف السمع من سن 0 إلى 3 سنوات.

#### تكنولوجيا السمع والوصول إلى الموارد
نظرًا لأن الخدمات السمعية النرويجية مدعومة من قبل الحكومة، فإن تجهيزات ومعدات السمع تبقى بأسعار معتدلة. تشير التقارير إلى أن الحاجز الأولي أمام استخدام المعينات السمعية يتضاءل عندما يُمول العلاج والمعين السمعي من قبل الدولة، ومع ذلك، فإن هذا التمويل ليس بالضرورة مهمًا للغاية للاستخدام اللاحق للمعينات السمعية. فيما يتعلق بتقنيات زراعة القوقعة وإمكانية الوصول إليها، يوجد مستشفى واحد في النرويج يقوم بإجراء عمليات زراعة القوقعة للأطفال وهو مستشفى جامعة أوسلو. يشكل هذا عائقًا أمام أي طفل أو عائلة مهتمة بالزرعات ولكنهم يفتقرون إلى القدرة على الوصول أو السفر إلى هذا المستشفى.
كانت فترة التسعينيات بمثابة العصر الذهبي لتعليم لغة الإشارة واللغة الوطنية. خلال هذا الوقت، بالإضافة إلى العديد من التطورات الأخرى، تُقدم الفرصة لأولياء أمور الأطفال المصابين باضطراب فرط الحركة ونقص الانتباه لتلقي 40 أسبوعًا من تدريب لغة الإشارة من خلال "انظر لغتي"، وهو برنامج جديد في ذلك الوقت.

#### التدخل المبكر بعد فحص السمع عند حديثي الولادة
في النرويج، يجب أن يحصل الأطفال حديثو الولادة الذين لا يجتازون اختبار هيئة الخدمات الصحية الوطنية على "تقييم سمعي شامل" في موعد لا يتجاوز ثلاثة أشهر من العمر، ويجب البدء في التدخل المناسب من خلال تكنولوجيا السمع والتدخل المبكر الذي يركز على الأسرة قبل بلوغ الطفل نصف عام من العمر. تعتبر هذه المعايير الوطنية مهمة للوصول المبكر إلى اللغة المثالية والتعلم وتمثل أهمية التعرف السريع والتدخل، ومع ذلك، نظرًا لحقيقة أنه لم يُطور نظام معلومات وطني لمراقبة معايير الجودة حتى الآن، هناك نقص في المعلومات حول الموارد مثل جودة الخدمة الصحية الوطنية، وإعادة الفحص للمرضى الخارجيين، والمتابعات السمعية. قد يؤدي هذا الافتقار إلى البنية إلى علاجات تعتمد على تفضيلات المتخصصين بدلاً من الطب المبني على الحقائق.

## التعليم لمجتمع DHH
تأسست أول مدرسة تقليدية للصم في النرويج عام 1825، وكانت لغة الإشارة هي لغة التدريس. ولم تشهد النرويج "العصر الذهبي" للغة الأمن القومي وتعليمها إلا في تسعينيات القرن العشرين. خلال هذا العقد، أُطلقت برامج لدراسة لغة الإشارة وتفسيرها داخل الجامعات، وأُقر حق الأطفال ذوي الاحتياجات الخاصة في تعلم لغة الإشارة، كما أُتيح للآباء حضور 40 أسبوعًا من تدريب لغة الإشارة ضمن برنامج 'انظر لغتي ومن الجدير بالذكر أنه في عام 1991، أدى تعديل منهج NSL إلى تمكين الطلاب من اختيار منهج "الصم" ضمن مواد معينة.
وفقًا لتقرير حكومي رسمي، تلقى ما يقدر بنحو 267 طالبًا من طلاب DHH النرويجيين تعليمًا في NSL للعام الدراسي 2022/2023 وفقًا لقانون التعليم. ويقدر أيضًا أن الأغلبية - 137 من هؤلاء الطلاب - هم الطالب الوحيد أو أحد الطالبين في مدرستهم الذين يتعلمون أو يُدرسوا بلغة الإشارة الوطنية. التحقت أغلبية أطفال الصم ذوي الإعاقة السمعية (69-73%) بالمدارس العادية حيث لم تعد هناك مدارس تقليدية للصم في النرويج. ي عام 1993، وسع منهج اللغة الوطنية عبر إدخالها كمادة دراسية مبنية على المنهج الوطني لعام 1987، الذي كان يهدف إلى تحقيق ثنائية اللغة لدى الطلاب الصم. وقد صُممت أجزاء محددة من المنهج العام خصيصًا للأطفال الذين يتلقون تعليمهم بلغة الإشارة، مع التركيز على تلبية احتياجات ضعاف السمع. شكّل تنفيذ هذا المنهج الثنائي اللغة تحولًا كبيرًا، أدى إلى إغلاق جميع المدارس الحكومية المتخصصة في تعليم الصم، ودمج الطلاب في المدارس العامة..
في النرويج، هناك متطلبات منخفضة لكفاءات معلم الصحة النفسية. تتوقع الحكومة النرويجية أن يكون لدى معلمي أطفال DHH معرفة بلغة الإشارة الوطنية تعادل 6 أشهر من الدراسة بدوام كامل للصفوف من 1 إلى 7 و12 شهرًا للصفوف من 8 إلى 10 ومع ذلك، فإن غالبية المعلمين لا يمتلكون معرفة مسبقة بلغة الإشارة الوطنية قبل دخول الدورات. لا تحدد الحكومة مواصفات المعرفة المتوقعة في لغة الإشارة الأمريكية لمعلمي مرحلة ما قبل المدرسة.
يُنظم و يُمول تعليم الصم من قبل الحكومة، والمدارس والتعليم للصم عامة ومجانية.

#### قانون التعليم
ينص قانون التعليم لعام 1998 على أن "التلاميذ الذين يتحدثون لغة الإشارة كلغة أولى [...] لهم الحق في التعليم الابتدائي والإعدادي باستخدام لغة الإشارة ومن خلال لغة الإشارة" ويمنح القانون النرويجي جميع المواطنين الحق في التعليم الذي يمكن الوصول إليه في حيهم والذي يمتد إلى مجتمع DHH. في عام 2016، بدأ الحق في التعليم في قانون NSL ليشمل أطفال ما قبل المدرسة من خلال قانون مؤسسات الرعاية النهارية، ومع ذلك، فإنه لا يتضمن الروابط المتعلقة بفقدان السمع المدرجة في قانون التعليم. من خلال قانون التعليم، أُجريت تغييرات كبيرة لمجتمع ذوي الاحتياجات الخاصة في النرويج فيما يتعلق بالتعليم مثل تنفيذ برنامج تدريبي للآباء والأمهات الذين لديهم أطفال من ذوي الاحتياجات الخاصة لتعلم لغة الإشارة الأمريكية. يمكن للوالدين الحصول على 40 أسبوعًا من التدريب خلال السنوات الـ16 الأولى من حياة طفلهم.

#### معدلات معرفة القراءة والكتابة
البيانات المتعلقة بمعدلات معرفة القراءة والكتابة لطلاب DHH ليست متاحة بسهولة أو يمكن الوصول إليها. يبلغ معدل الإلمام بالقراءة والكتابة العام في النرويج 100%، مما يجعلها واحدة من الدول التسع حول العالم التي حققت هذه الإحصائية.

#### الوصول إلى التفسير
وفقًا لقانون التأمين الوطني لعام 1997، يتمتع الأفراد ذوو الإعاقة بالحق في الحصول على خدمات الترجمة. وبموجب هذا القانون، تُعرف الترجمة على أنها فائدة "لتحسين القدرة على العمل والقدرة على الأداء في الحياة اليومية".

#### التعليم العالي
لقد ارتفع عدد طلاب حقوق الإنسان المسجلين في الجامعات بشكل كبير على مدى العشرين عامًا الماضية، إلا أن المسؤولية الرسمية للجامعات النرويجية في تعزيز الإدماج لا يُنظر إليها على أنها مطلب قانوني لهذه المؤسسات، بل تتجلى بشكل أكبر في شكل نداء إلى المحاضرين الأفراد.